# Sven Ludwig
Sven Ludwig (* 1981) ist ein Kölner Musikproduzent, Songwriter, Mixer und Engineer.

## Leben
Nach einem Start als Musiker mit Gitarre und Bass wurde sein Interesse für Hip-Hop im Alter von 17 Jahren bei einem einjährigen USA Aufenthalt geweckt. Er kaufte sich einen Sampler und baute Beats. Aber bald kehrten Gitarre und Bass und weitere echte Instrumente in seine Produktionen zurück. Auch elektronische Musik nahm mehr und mehr Einfluss.
Er volontierte 2008 bei Moritz Enders (Mixer für Thees Uhlmann, Tim Bendzko, Gentleman, Madsen, Max Mutzke und Frida Gold und Produzent für Revolverheld, Bakkushan und Ich Kann Fliegen und viele mehr) um die Produktion und die Aufnahmetechnik auf professionellem Niveau zu erlernen. Er war beteiligt an den Produktionen und Mixen für Revolverheld (Sony), KIM (BMG), Blackmail (City Slang) oder Roman Fischer (Universal). Für das Album In Farbe der Band Revolverheld erhielt er als Assistant Producer die Goldene Auszeichnung.
Seit 2010 hat Sven das Max Mutzke Album Home Work Soul (Warner) sowie Coming Home von The bianca Story gemixt und das neue Liedfett Album „Klarkomm“ (ferryhouse productions) produziert und gemischt. Seit Jahren produziert er die Tracks der Band Kunstrasen für den RTL II Wochenrapblick. Bekannt wurde er vor allem durch das Album OK Kid von OK Kid, das bei Kritikern viel Anklang fand. Neuere Arbeiten: Das Album Könnten Augen alles sehen von Lina Maly entstand 2019 in Zusammenarbeit mit dem Kölner Produzenten Jochen Naaf. Für Sway Clarke, der neben Peter Fox im Musikprojekt Ricky Dietz bekannt wurde, ist er seit 2014 als Songwriter und Produzent tätig.
Er arbeitete unter anderem unter den Namen Faltmeister und Frequenzfreiheit.

## Diskografie (Auswahl)

### Alben
- 2010: Max Mutzke – Home Work Soul
- 2010: Revolverheld (Band) – In Farbe
- 2012: The bianca Story – Coming Home
- 2013: OK Kid – OK Kid
- 2013: Liedfett – KlarKomm
- 2015: Exclusive – Neuer Mensch
- 2016: OK Kid – Zwei
- 2017: Liam X – Morphin
- 2019: Betty Who – Betty

### Singles
- 2012: The Love Bülow – So weit und Nochmal
- 2012: A Silent Express -Sick of your Sickness
- 2013: Xul Zolar – Hex
- 2013: OK Kid – Verschwende mich,Stadt ohne Meer, Kaffee warm
- 2014: Impression – I got
- 2014: Xul Zolar – Ilajaly
- 2014: Sway Clarke II – Tangerine
- 2014: Bergfilm – So wrong
- 2014: Beatsteaks featuring Bilderbuch – Gentleman of the year
- 2014: Sway Clarke II – I don't need much und Secret Garden
- 2015: OK Kid – Gute Menschen
- 2015: Exclusive – Bruder
- 2016: Sway Clarke II – Bad Love
- 2017: Sway Clarke II – Either Way
- 2017: Xavi – Zeit reif
- 2017: Xavi – Für dich
- 2017: Liam X – Vinyl
- 2017: Liam X feat. Teesy – Sepia
- 2017: Liam X – Herbst
- 2017: Le Very – In the meantime
- 2018: Marie Marie – a beautiful life (Radio Edit)
- 2019: Lina Maly – Unterwegs
- 2019: O-Shin – Not how I know me
- 2019: Impala Ray – Encore

### EP
- 2014: Open Season – All Eyes On You
- 2014: OK Kid – Grundlos
- 2015: Xul Zolar – Tides
- 2015: Liam X – Teil von mir, Erstmal für immer, Stadt die es nicht gibt
- 2016: Kaind – Jetzt & Hier
- 2016: Liam X – Lass es zu
- 2018: Sway Clarke – The messy red
- 2018: Xavi – König dieser Straße